# ジェイソン・モリス
ジェイソン・モリス（Jason Morris 1967年2月3日- ）は、アメリカ合衆国ニューヨーク州スコティア出身の柔道選手。階級は78kg級。身長178cm。

## 人物
1988年ソウルオリンピックでは2回戦で敗れた。1992年バルセロナオリンピックでは決勝で吉田秀彦と対戦して、内股で一本負けを喫したものの銀メダルを獲得した。1993年の世界選手権では3回戦で韓国の全己盈に敗れるが、その後の3位決定戦でベルギーのヨハン・ラーツを有効で破って3位となった。1996年アトランタオリンピックでは3回戦で敗れた。さらに2000年シドニーオリンピックには81kg級で出場するが初戦で敗れた。
引退後は52kg級で活躍していた日系人のテリ・タケモリと結婚して、現在はニューヨーク州でジェイソン・モリス柔道センターを主宰している。

## 主な戦績
- 1986年 - 世界ジュニア　3位
- 1987年 - パンアメリカン競技大会　優勝
- 1987年 - オーストリア国際　優勝
- 1987年 - 環太平洋柔道選手権大会　優勝
- 1987年 - 世界選手権　5位
- 1988年 - ドイツ国際　2位
- 1988年 - ハンガリー国際　3位
- 1989年 - フランス国際　2位
- 1989年 - 環太平洋柔道選手権大会　2位
- 1989年 -　オーストリア国際　3位
- 1989年 - 世界選手権　5位
- 1990年 - ソ連国際　優勝
- 1990年 -　ハンガリー国際　3位
- 1990年 - 嘉納杯　3位
- 1991年 - 環太平洋柔道選手権大会　3位
- 1991年 - パンアメリカン競技大会　優勝
- 1992年 - ハンガリー国際　2位
- 1992年 -　バルセロナオリンピック　2位
- 1993年 - 世界選手権　3位
- 1995年 - ハンガリー国際　3位
- 1995年 - パンアメリカン競技大会　2位
- 1995年 - 環太平洋柔道選手権大会　3位
- 2000年 - イギリス国際　3位(81kg級)